# (12278) Kisohinoki
(12278) Kisohinoki est un astéroïde de la ceinture principale.

## Description
(12278) Kisohinoki est un astéroïde de la ceinture principale. Il fut découvert le 21 novembre 1990 à Kitami par Kin Endate et Kazuro Watanabe. Il présente une orbite caractérisée par un demi-grand axe de 2,68 UA, une excentricité de 0,17 et une inclinaison de 6,6° par rapport à l'écliptique.

## Compléments